# Thessaloniki Challenger 1986
Il Thessaloniki Challenger 1986 è stato un torneo di tennis facente parte della categoria ATP Challenger Series nell'ambito dell'ATP Challenger Series 1986. Il torneo si è giocato a Salonicco in Grecia dall'8 al 14 settembre 1986 su campi in cemento.

## Vincitori

### Singolare
Thomas Högstedt ha battuto in finale  Alex Antonitsch con il punteggio di 6–2, 6–2

### Doppio
Jaromír Bečka /  Christian Saceanu hanno battuto in finale  Alex Antonitsch /  Brian Levine con il punteggio di 3–6, 6–1, 7–6